# Béla Rerrich
Béla Rerrich (26 de noviembre de 1917-24 de junio de 2005) fue un deportista húngaro que compitió en esgrima, especialista en la modalidad de espada.
Participó en tres Juegos Olímpicos de Verano entre los años 1948 y 1956, obteniendo una medalla de plata en Melbourne 1956 en la prueba por equipos. Ganó una medalla de bronce en el Campeonato Mundial de Esgrima de 1955.

## Palmarés internacional
| Juegos Olímpicos   | Juegos Olímpicos      | Juegos Olímpicos  | Juegos Olímpicos   |
| Año                | Lugar                 | Medalla           | Prueba             |
| ------------------ | --------------------- | ----------------- | ------------------ |
| 1956               | Melbourne (Australia) | Medalla de plata  | Espada por equipos |
| Campeonato Mundial |                       |                   |                    |
| Año                | Lugar                 | Medalla           | Prueba             |
| 1955               | Roma (Italia)         | Medalla de bronce | Espada por equipos |